# سیارک ۱۱۸۵
سیارک ۱۱۸۵ (به انگلیسی: 1185 Nikko، نامگذاری:1927WC) هزار و صد و هشتاد و پنجمین سیارک کشف شده‌است که در ۱۷ نوامبر ۱۹۲۷ کشف شد.
قدر مطلق سیارک برابر ۱۲٫۰۹ است.